# Второй Факультативный протокол к Международному пакту о гражданских и политических правах
Второй Факультативный протокол к Международному пакту о гражданских и политических правах  — это международный договор, направленный на отмену смертной казни в соответствии с Международным пактом о гражданских и политических правах (МПГПП).

Стороны Второго Факультативного протокола к Международному пакту о гражданских и политических правах
Подписавшие и ратифицировавшие
подписавшие, но не ратифицировавшие
не подписавшие и не ратифицировавшие

Он был принят Генеральной Ассамблеей ООН 15 декабря 1989 года и вступил в силу 11 июля 1991 года. По состоянию на апрель 2021 года Факультативный протокол насчитывает 89 государств-участников. 2 января 2021 года Казахстан ратифицировал протокол и 29 декабря того же года отменил смертную казнь. Позже, в 2022 году, были внесены поправки в Конституцию страны, которые закрепили отмену смертной казни. Самой последней страной, ратифицировавшей Конвенцию, была Армения 18 марта 2021 года.
Факультативный протокол обязывает своих членов отменить смертную казнь в пределах своих границ, хотя статья 2.1 позволяет сторонам делать оговорку, разрешающую казнь «во время войны в соответствии с осуждением за наиболее серьёзное преступление военного характера, совершённое в военное время». Бразилия, Чили, Сальвадор, Кипр, Мальта и Испания первоначально сделали такие оговорки, а затем сняли их. Азербайджан и Греция по-прежнему сохраняют эту оговорку в отношении выполнения протокола, несмотря на то, что обе страны запретили смертную казнь при любых обстоятельствах (Греция также ратифицировала Протокол № 13 о Европейской конвенции по правам человека, который отменяет смертную казнь за все преступления).